# Sclerurus albigularis
A Sclerurus albigularis a madarak (Aves) osztályának verébalakúak (Passeriformes) rendjébe és a fazekasmadár-félék (Furnariidae) családjába tartozó faj.

## Rendszerezése
A fajt Philip Lutley Sclater és Osbert Salvin írta le 1869-ben.

## Alfajai
- Sclerurus albigularis albicollis Carriker, 1936
- Sclerurus albigularis albigularis P. L. Sclater & Salvin, 1869
- Sclerurus albigularis canigularis Ridgway, 1889
- Sclerurus albigularis kempffi A. W. Kratter, 1997
- Sclerurus albigularis propinquus Bangs, 1899
- Sclerurus albigularis zamorae Chapman, 1923[2]

## Előfordulása
Costa Rica, Panama, Trinidad és Tobago, valamint Bolívia, Brazília, Ecuador, Kolumbia, Peru és Venezuela területén honos. A természetes élőhelye szubtrópusi és trópusi síkvidéki és hegyi esőerdők.

## Megjelenése
Testhossza 16-18 centiméter, testtömege 34–46 gramm. Tollazata vörösesbarna, a feje sötétebb, torka világosabb szürke.

## Életmódja
Rovarokkal táplálkozik.

## Külső hivatkozások
- Képek az interneten a fajról
- Internet Bird Collection - videók a fajról